# 清澄白河駅
清澄白河駅（きよすみしらかわえき）は、東京都江東区白河一丁目にある、東京都交通局（都営地下鉄）・東京地下鉄（東京メトロ）の駅。
都営地下鉄の大江戸線と、東京メトロの半蔵門線が乗り入れ、接続駅となっている。それぞれ駅番号が与えられており、大江戸線がE 14、半蔵門線がZ 11。

## 歴史
計画上の仮称は「清澄」であった。
- 2000年（平成12年）12月12日：都営地下鉄大江戸線開通と同時に開業する[1]。
- 2003年（平成15年）3月19日：帝都高速度交通営団（営団地下鉄）半蔵門線が押上まで延伸され、半蔵門線の駅が開業して乗換駅となる[3][4]。
- 2004年（平成16年）4月1日：営団地下鉄の民営化に伴い、半蔵門線の駅が東京地下鉄（東京メトロ）に継承される[5]。
- 2007年（平成19年）3月18日：ICカード「PASMO」の利用が可能となる[6]。
- 2011年（平成23年）4月23日：都営地下鉄大江戸線の駅でホームドアの供用を開始する[7]。
- 2018年（平成30年）9月13日：半蔵門線の駅に発車メロディを導入する[8]。

## 駅構造

### 東京都交通局
直営駅。島式ホーム2面3線を有する地下駅である。中線は当駅始発・終着列車用で、両側にホームがある。門前仲町寄りに木場車両検修場への回送線が存在するため、当駅発着の列車が設定されている。当駅で乗務員交替が行われるため、いずれの列車も停車時間が長くとられている。
ホーム壁面は樋口正一郎によるパブリックアート「20世紀文明の化石」が全面に設置され、20世紀の高度経済成長期に江東区で多く生産された工業製品のスクラップ再利用物が展示されている。4番線は左からビッグバンに始まる宇宙・銀河系・太陽系・日本列島誕生、東京・江東地区、地下鉄など都市再生、1番線は左から東京の街・公共交通・自動車・工業・金融・コンピュータ・愛と続いて未来の展望、それぞれを表現している。
2011年（平成23年）4月23日からホームドアの供用を開始した。
発車標は当初ホーム上のみに設置されていたが、2020年（令和2年）からコンコースにも新設された。

#### のりば
| 番線 | 路線         | 行先             | 備考       |
| ---- | ------------ | ---------------- | ---------- |
| 1    | 都営大江戸線 | 両国・春日方面   |            |
| 2    | 都営大江戸線 | 両国・春日方面   | 線路を共用 |
| 3    | 都営大江戸線 | 大門・六本木方面 | 線路を共用 |
| 4    | 都営大江戸線 | 大門・六本木方面 |            |

（出典：都営地下鉄:駅構内図）
- 2・3番線ホームは線路を共用している。
- 2・3番線ホームには「反対方向の電車に注意」という案内表示がある他、入線時のみ点灯する「2番線に電車がきます」「3番線に電車がきます」という専用の接近表示器が設置されている。

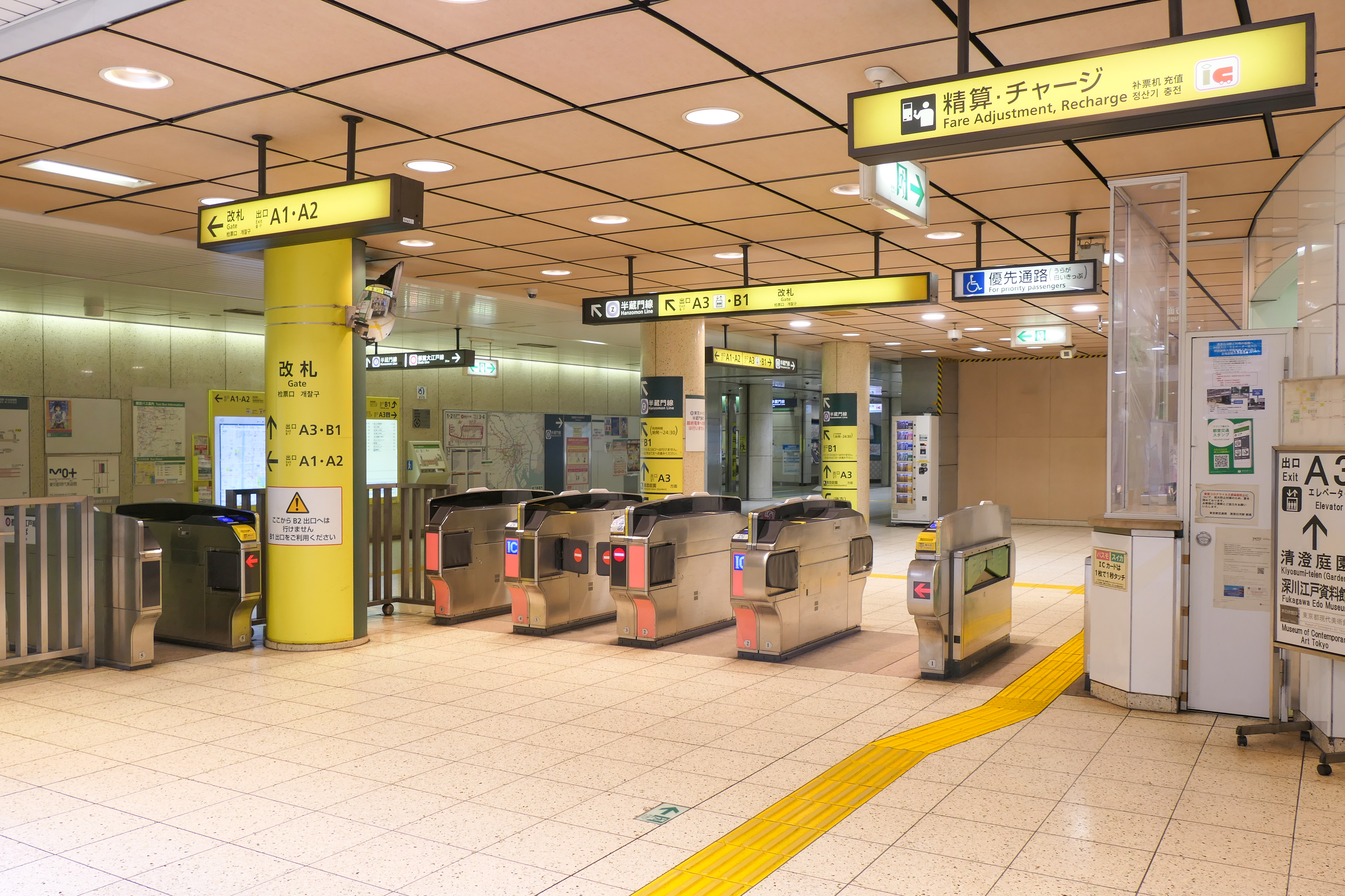
改札口（2022年12月）
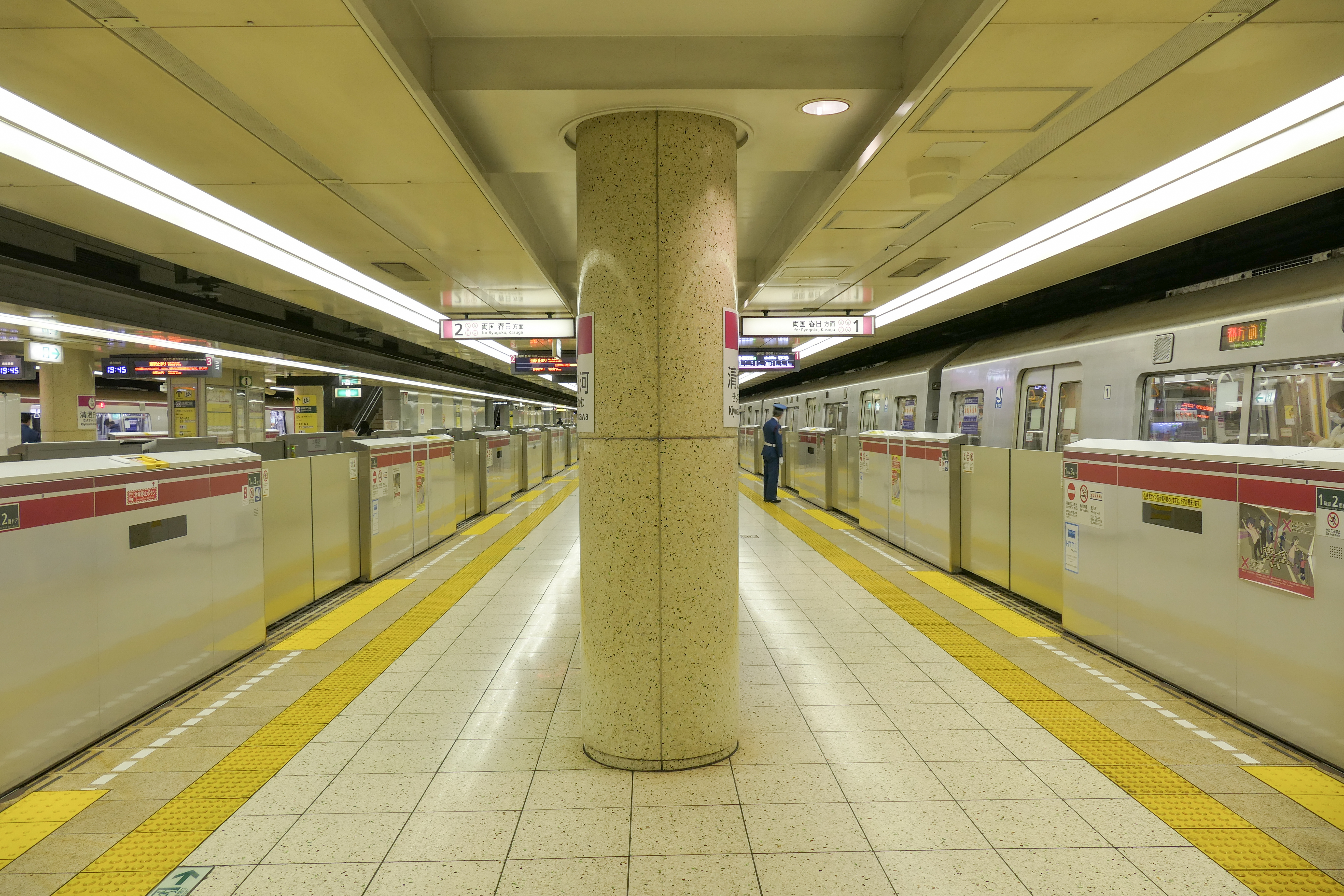
1・2番線ホーム（2022年12月）
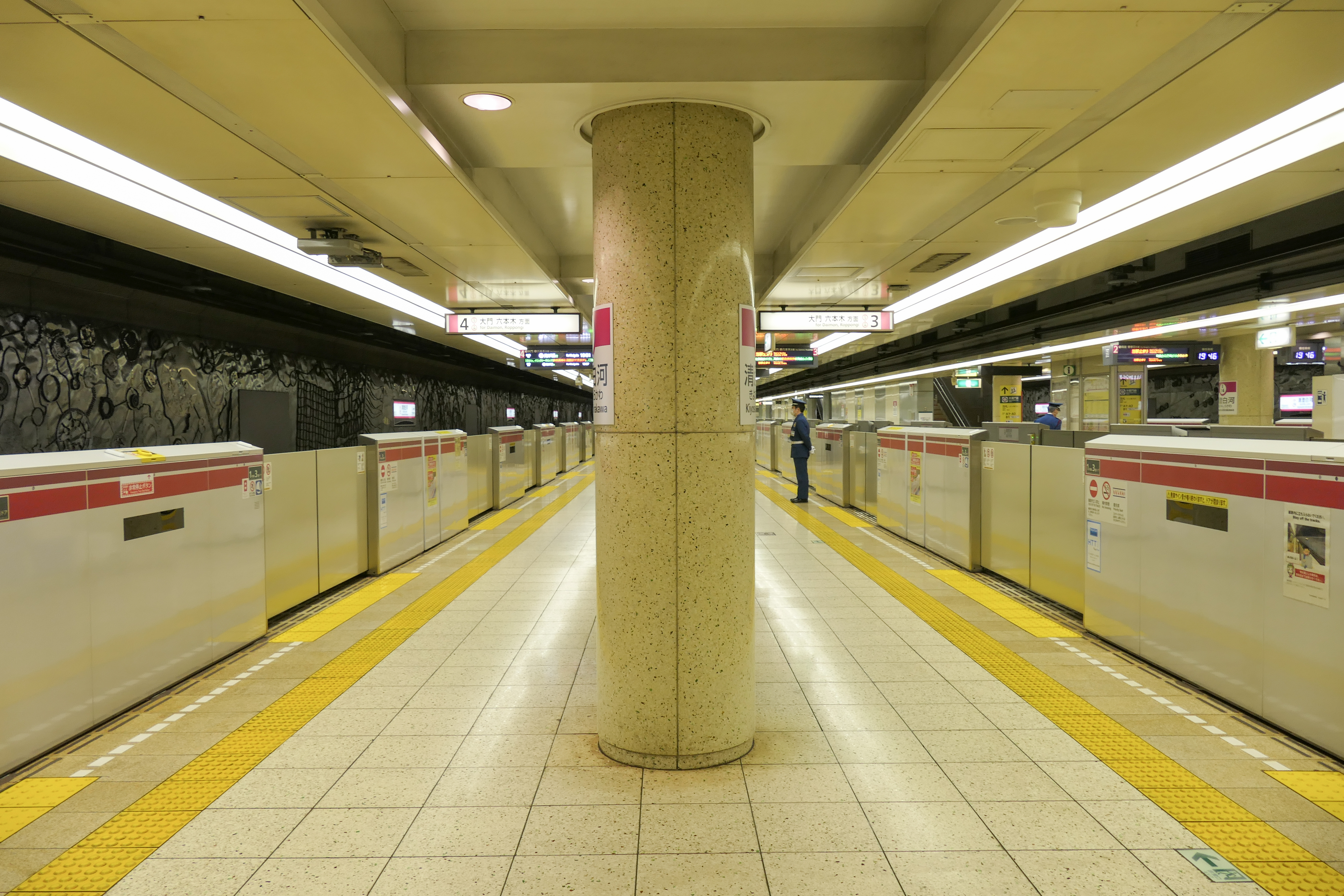
3・4番線ホーム（2022年12月）

### 東京メトロ
島式ホーム1面2線を有する地下駅である。ホームは都営大江戸線より深い位置にある。
住吉側に折り返し用の引き上げ線がA線（押上方面）とB線（渋谷方面）の間に設けられ、ラッシュ時を中心に当駅で渋谷方面へ折り返す列車が多く設定されている。住吉駅留置線へ回送される場合もある。
水天宮前側改札へ向かう出口付近は開削工法、それ以外はシールド工法で建設されている。住吉駅側の改札およびB2出入口は半蔵門線専用で、大江戸線のコンコースには接続していない。

#### のりば
| 番線 | 路線     | 行先                                     |
| ---- | -------- | ---------------------------------------- |
| 1    | 半蔵門線 | 渋谷・長津田・中央林間方面               |
| 2    | 半蔵門線 | 押上〈スカイツリー前〉・久喜・南栗橋方面 |

（出典：東京メトロ:構内図）

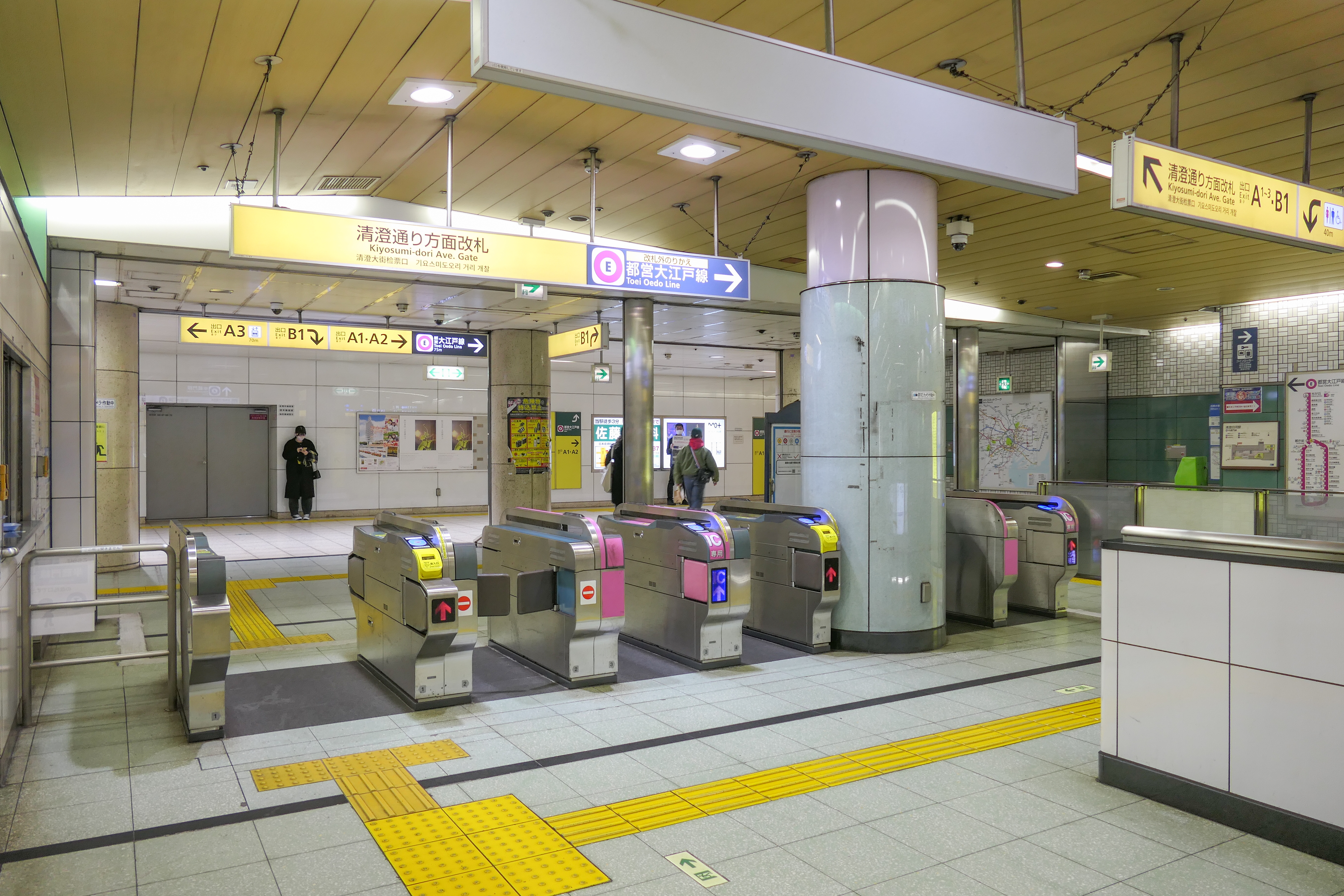
清澄通り方面改札口（2022年12月）
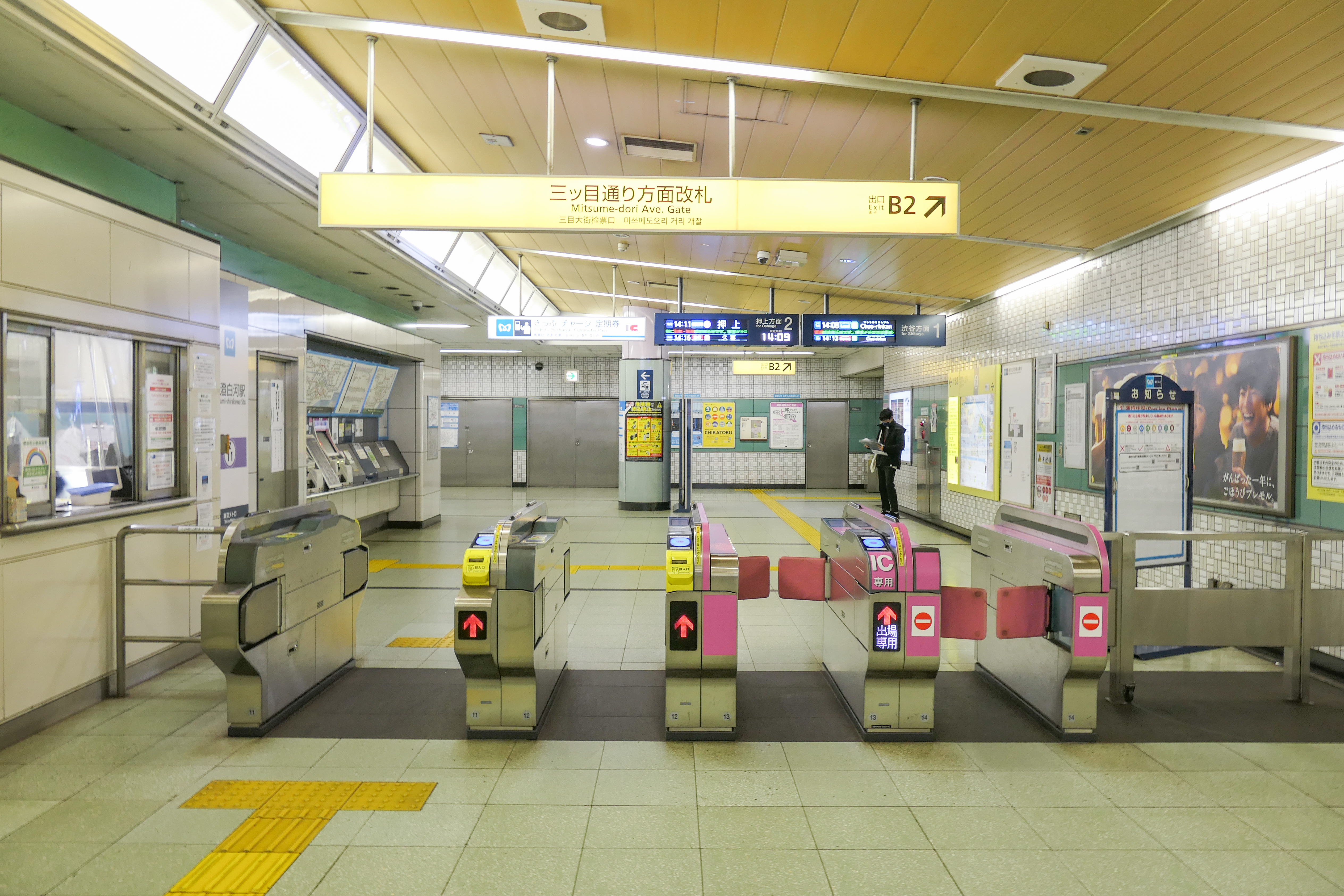
三ツ目通り方面改札口（2022年12月）
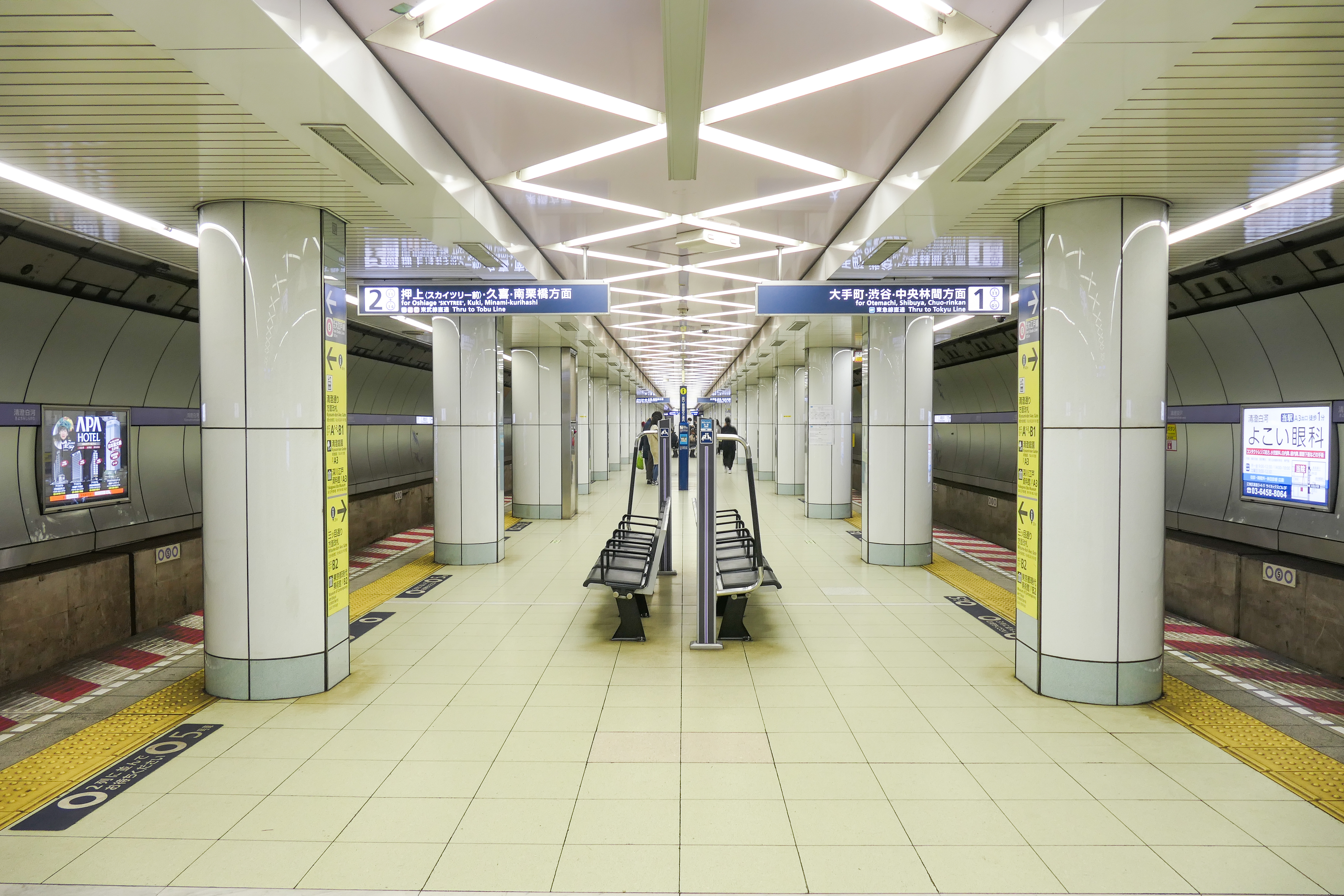
ホーム（2022年12月）
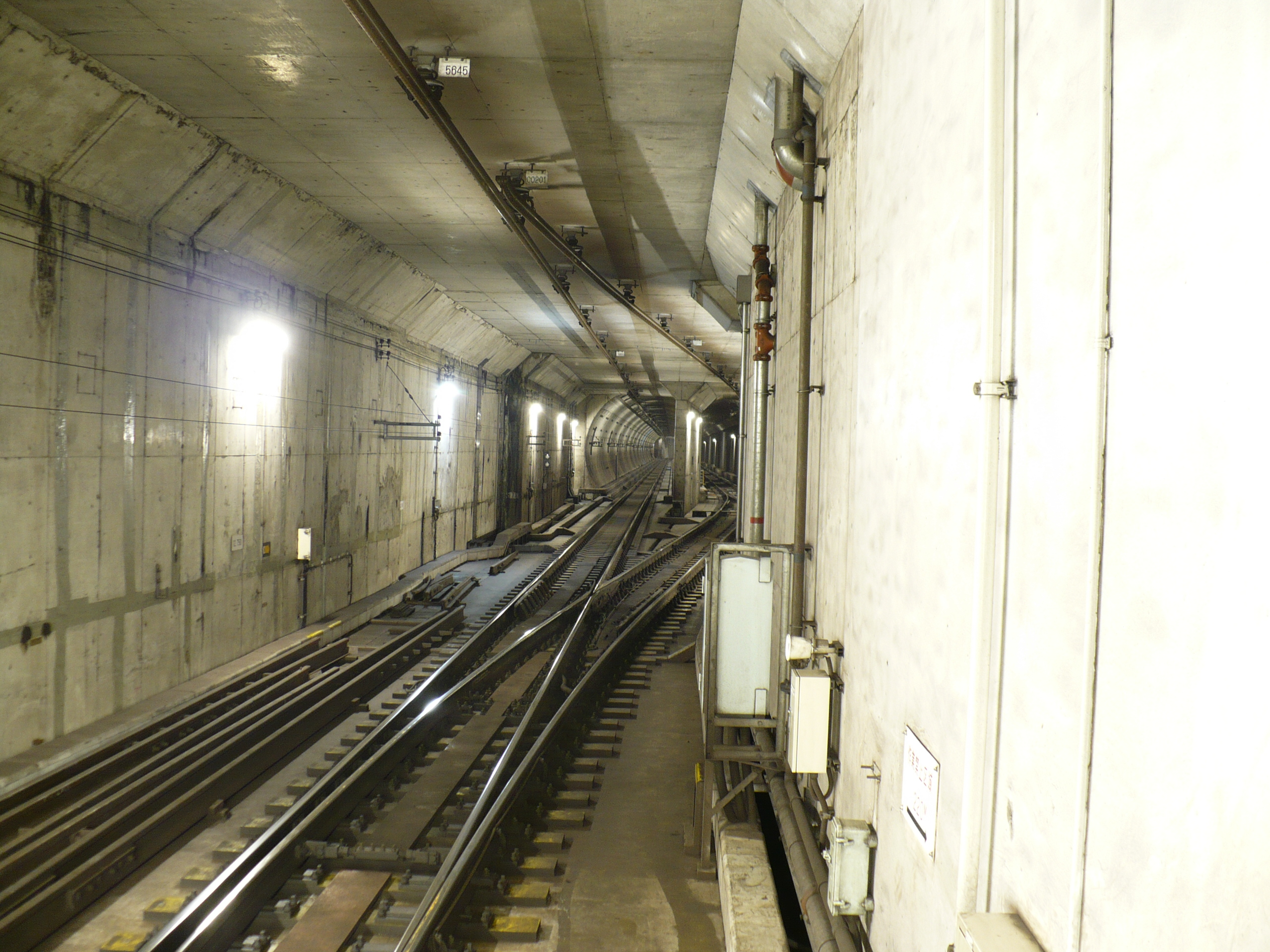
押上駅側にある引上線分岐部

#### 発車メロディ
2018年（平成30年）9月13日からスイッチ制作の発車メロディ（発車サイン音）を使用している。
曲は1番線が「カットグラス」、2番線が「万華鏡」（いずれも福嶋尚哉作曲）である。

## 利用状況
- 都営地下鉄 - 2023年度の1日平均乗降人員は38,213人（乗車人員：18,932人、降車人員：19,281人）である[都交 1]。
  - 開業当初の乗車人員の見込みは、26,000人であった[14]。
- 東京メトロ - 2024年度の1日平均乗降人員は58,792人である[メトロ 1]。
  - 開業前の予想乗降人員は26,000人であった[15]が、2005年度に予測を超えて以降は漸増して2015年度までは隣駅の住吉駅より多かったが、2016年度に住吉駅の人員が多くなり半蔵門線14駅で最少となる。但し、東京メトロで乗降客数が一番少ない南北線西ケ原駅とは約7倍の差がある。

### 年度別1日平均乗降人員
近年の1日平均乗降人員の推移は下表の通り。
| 年度               | 都営地下鉄       | 都営地下鉄 | 営団 / 東京メトロ | 営団 / 東京メトロ |
| 年度               | 1日平均 乗降人員 | 増加率     | 1日平均 乗降人員  | 増加率            |
| ------------------ | ---------------- | ---------- | ----------------- | ----------------- |
| 2003年（平成15年） | 18,690           |            | 19,657            |                   |
| 2004年（平成16年） | 20,795           | 11.3%      | 24,904            | 26.7%             |
| 2005年（平成17年） | 22,861           | 9.9%       | 29,211            | 17.3%             |
| 2006年（平成18年） | 25,594           | 12.0%      | 33,979            | 16.3%             |
| 2007年（平成19年） | 28,972           | 13.2%      | 37,692            | 10.9%             |
| 2008年（平成20年） | 30,650           | 5.8%       | 39,540            | 4.9%              |
| 2009年（平成21年） | 30,871           | 0.7%       | 40,297            | 1.9%              |
| 2010年（平成22年） | 31,592           | 2.3%       | 41,764            | 3.6%              |
| 2011年（平成23年） | 31,222           | −1.2%      | 41,938            | 0.4%              |
| 2012年（平成24年） | 33,595           | 7.6%       | 45,263            | 7.9%              |
| 2013年（平成25年） | 35,208           | 4.8%       | 47,192            | 4.3%              |
| 2014年（平成26年） | 37,054           | 5.2%       | 49,190            | 4.2%              |
| 2015年（平成27年） | 39,825           | 7.5%       | 52,793            | 7.3%              |
| 2016年（平成28年） | 41,032           | 3.0%       | 54,201            | 2.7%              |
| 2017年（平成29年） | 41,892           | 2.1%       | 55,225            | 1.9%              |
| 2018年（平成30年） | 42,770           | 2.1%       | 57,569            | 4.2%              |
| 2019年（令和元年） | 43,537           | 1.8%       | 58,961            | 2.4%              |
| 2020年（令和02年） | 30,132           | −30.8%     | 41,075            | −30.3%            |
| 2021年（令和03年） | 31,220           | 3.6%       | 43,825            | 6.7%              |
| 2022年（令和04年） | 34,819           | 11.5%      | 49,852            | 13.8%             |
| 2023年（令和05年） | 38,213           | 9.7%       | 54,925            | 10.2%             |
| 2024年（令和06年） |                  |            | 58,792            | 7.0%              |

### 年度別1日平均乗車人員
開業以後の1日平均乗車人員の推移は下表のとおり。
| 年度               | 都営地下鉄 | 営団 / 東京メトロ | 出典              |
| ------------------ | ---------- | ----------------- | ----------------- |
| 2000年（平成12年） | 4,736      | 未開業            | [ 東京都統計 1 ]  |
| 2001年（平成13年） | 5,677      | 未開業            | [ 東京都統計 2 ]  |
| 2002年（平成14年） | 6,490      | 7,615             | [ 東京都統計 3 ]  |
| 2003年（平成15年） | 9,268      | 9,929             | [ 東京都統計 4 ]  |
| 2004年（平成16年） | 10,438     | 12,584            | [ 東京都統計 5 ]  |
| 2005年（平成17年） | 11,537     | 14,792            | [ 東京都統計 6 ]  |
| 2006年（平成18年） | 12,942     | 16,984            | [ 東京都統計 7 ]  |
| 2007年（平成19年） | 14,468     | 19,265            | [ 東京都統計 8 ]  |
| 2008年（平成20年） | 15,159     | 20,099            | [ 東京都統計 9 ]  |
| 2009年（平成21年） | 15,188     | 20,403            | [ 東京都統計 10 ] |
| 2010年（平成22年） | 15,562     | 21,142            | [ 東京都統計 11 ] |
| 2011年（平成23年） | 15,413     | 21,216            | [ 東京都統計 12 ] |
| 2012年（平成24年） | 16,603     | 22,721            | [ 東京都統計 13 ] |
| 2013年（平成25年） | 17,430     | 23,712            | [ 東京都統計 14 ] |
| 2014年（平成26年） | 18,350     | 24,726            | [ 東京都統計 15 ] |
| 2015年（平成27年） | 19,707     | 26,544            | [ 東京都統計 16 ] |
| 2016年（平成28年） | 20,290     | 27,252            | [ 東京都統計 17 ] |
| 2017年（平成29年） | 20,724     | 27,759            | [ 東京都統計 18 ] |
| 2018年（平成30年） | 21,184     | 28,904            | [ 東京都統計 19 ] |
| 2019年（令和元年） | 21,568     | 29,596            | [ 東京都統計 20 ] |
| 2020年（令和02年） | 15,012     |                   |                   |
| 2021年（令和03年） | 15,548     |                   |                   |
| 2022年（令和04年） | 17,307     |                   |                   |
| 2023年（令和05年） | 18,932     |                   |                   |

備考
1. ↑  開業日の2000年12月12日から2001年3月31日まで計110日間を集計したデータ。
2. ↑  開業日の2003年3月19日から3月31日まで計13日間を集計したデータ。

## 駅周辺

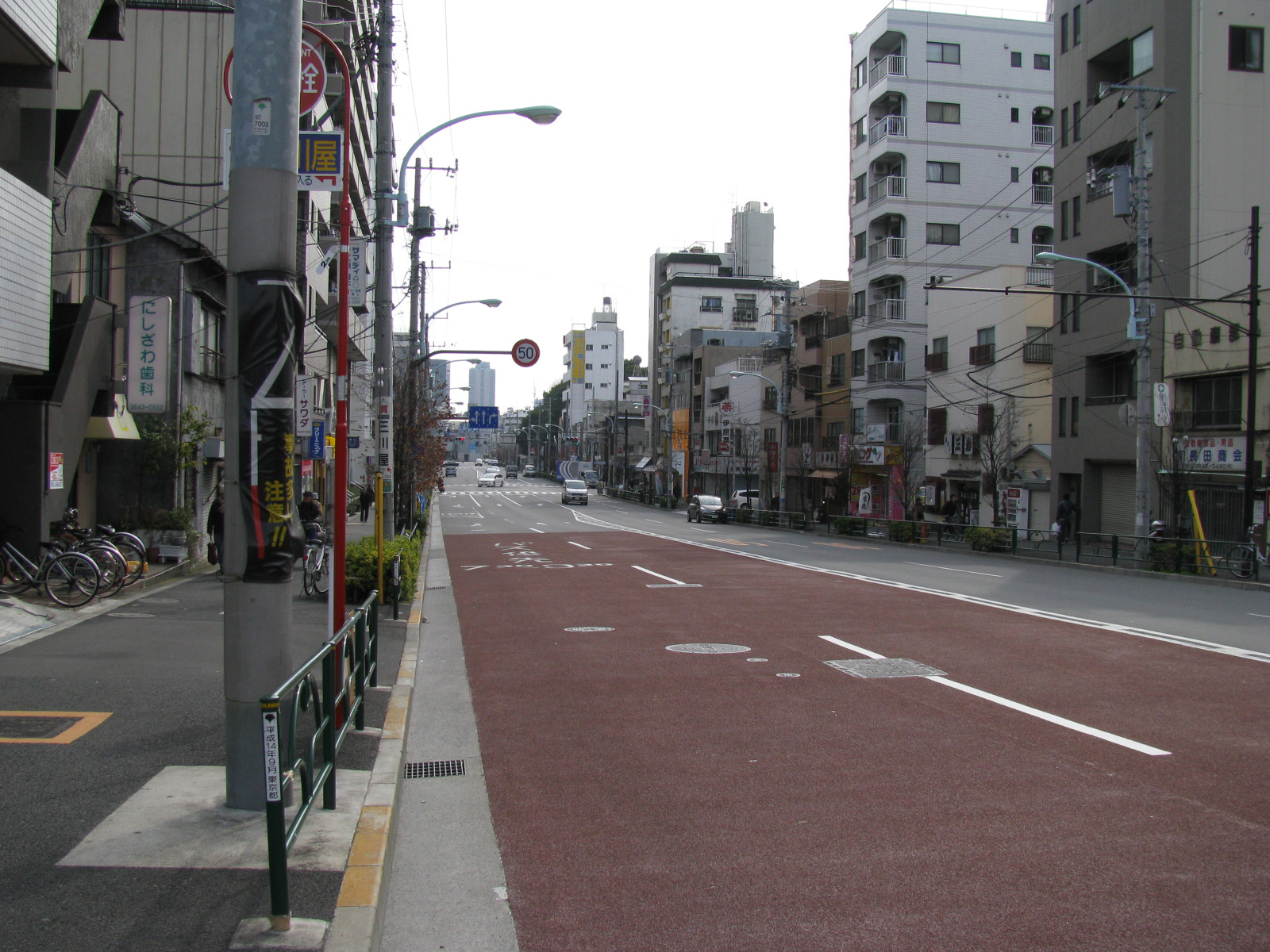
清澄白河駅の上を走る清澄通りから門前仲町方面を望む

当駅は、東京都道474号浜町北砂町線（清洲橋通り）と東京都道453号本郷亀戸線（清澄通り）が交差する清澄三丁目交差点付近の地下に立地する。周辺は、清澄、白河、三好、平野、深川となる。
駅周辺は清洲橋通りや清澄通りなどに沿って、店舗、マンションなどが建ち並ぶ。2000年代以降は同潤会清砂通アパートの建替として建設されたイーストコモンズ清澄白河をはじめ、付近に高層マンションが多数建設されている。
近隣に大江戸線の乗務員基地である清澄乗務管理所が設置されている。
- 清澄庭園（東京都指定名勝）
- 江東区立深川図書館
- 霊巌寺
- 深川江戸資料館
  - 江東区役所白河出張所
- 東京都現代美術館
- 木場公園
- 江東区深川老人センター・江東区平野児童館
- のらくろード - 田河水泡の漫画作品『のらくろ』に由来する商店街。
- 江東区森下文化センター
  - 田河水泡・のらくろ館
- 芭蕉稲荷
- 江東白河郵便局
- コンフォートホテル東京清澄白河

## バス路線
最寄りの停留所は、清澄通りおよび清洲橋通りにある清澄白河駅前、南方の清澄通りにある清澄庭園前両バス停である。すべて東京都交通局により運行されている。
清澄白河駅前
- 門33系統：豊海水産埠頭行 / 亀戸駅前行
- 秋26系統：葛西駅前行 / 秋葉原駅前行

清澄庭園前
- 門33系統：豊海水産埠頭行 / 亀戸駅前行
- 急行06系統（江東区深川シャトル）：日本科学未来館行 / 森下駅前行（土休日のみ運行）

## 隣の駅
東京都交通局（都営地下鉄）
 都営大江戸線
森下駅 (E 13) - 清澄白河駅 (E 14) - 門前仲町駅 (E 15)
東京地下鉄（東京メトロ）
 半蔵門線
水天宮前駅 (Z 10) - 清澄白河駅 (Z 11) - 住吉駅 (Z 12)

#### 利用状況に関する出典
地下鉄の統計データ
1. ↑  レポート - 関東交通広告協議会
2. ↑  東京都統計年鑑 - 東京都

東京都交通局 各駅乗降人員
1. 1 2 3  “事業概要（令和6年度版）” (pdf).   東京都交通局. p. 80-81. 2025年1月19日時点のオリジナルよりアーカイブ。2025年1月19日閲覧。
2. 1 2  “各駅乗降人員一覧｜東京都交通局”.   東京都交通局. 2021年11月4日時点のオリジナルよりアーカイブ。2022年11月13日閲覧。
3. 1 2  “各駅乗降人員一覧｜東京都交通局”.   東京都交通局. 2022年11月12日時点のオリジナルよりアーカイブ。2022年11月13日閲覧。
4. 1 2 3  令和4年度 運輸統計年報 (PDF) (Report). 東京都交通局. 2023年11月3日時点のオリジナル (pdf)よりアーカイブ. 2023年11月3日閲覧. {{cite report}}: |archive-date=と|archive-url=の日付が異なります。（もしかして：2023年11月2日） (説明)

東京地下鉄の1日平均利用客数
1. 1 2 3  “各駅の乗降人員ランキング”.   東京地下鉄. 2025年6月23日時点のオリジナルよりアーカイブ。2025年6月27日閲覧。
2. ↑  “各駅の乗降人員ランキング(2020年度)”.   東京地下鉄. 2023年6月27日閲覧。
3. ↑  “各駅の乗降人員ランキング(2021年度)”.   東京地下鉄. 2023年6月27日閲覧。
4. ↑  “各駅の乗降人員ランキング(2022年度)”.   東京地下鉄. 2024年6月24日閲覧。
5. ↑  “各駅の乗降人員ランキング”.   東京地下鉄. 2024年6月24日閲覧。

東京都統計年鑑
1. ↑  平成12年
2. ↑  平成13年
3. ↑  平成14年
4. ↑  平成15年
5. ↑  平成16年
6. ↑  平成17年
7. ↑  平成18年
8. ↑  平成19年
9. ↑  平成20年
10. ↑  平成21年
11. ↑  平成22年
12. ↑  平成23年
13. ↑  平成24年
14. ↑  平成25年
15. ↑  平成26年
16. ↑  平成27年
17. ↑  平成28年
18. ↑  平成29年
19. ↑  平成30年
20. ↑  平成31年・令和元年